# 汪建平 (1960年)
汪建平（1960年10月—），男，汉族，陕西榆林人，中华人民共和国政治人物。现任中国铁道建筑集团有限公司党委书记、董事长，中国铁建股份有限公司党委书记、董事长。第十四届全国政协委员。